# Pardosa algens
Pardosa algens este o specie de păianjeni din genul Pardosa, familia Lycosidae. A fost descrisă pentru prima dată de Kulczynski, 1908. Conform Catalogue of Life specia Pardosa algens nu are subspecii cunoscute.